# Exenatide
L'Exenatide è un medicinale incretino-mimetico usato nel trattamento del diabete mellito di tipo 2 prodotto dalla Amylin Pharmaceuticals e commercializzato in Italia da AstraZeneca. Si tratta di un agonista del recettore del glucagone di tipo peptide-1 (GLP-1), categoria alla quale appartiene anche la dulaglutide.
Esso viene somministrato settimanalmente per iniezione sottocutanea nella coscia, nell'addome o nella parte alta delle braccia; 60 minuti prima del primo e dell'ultimo pasto giornaliero con almeno 6 ore di distanza tra le due somministrazioni.
La prescrizione del farmaco è sottoposta all'obbligo del piano terapeutico.

## Storia
L'exenatide fu scoperto per serendipità nella saliva del Mostro di Gila. Deriva infatti da un ormone ivi contenuto chiamato exendin-4. Non si conoscono i motivi della presenza di questo analogo del GLP-1 nell'animale, dove non ha funzione ipoglicemizzante, né si sa come mai abbia un effetto di agonismo verso il recettore del GLP-1 visto che le due molecole hanno una corrispondenza amminoacidica pari a circa il 57%.
Nel 2008 negli USA la Eli Lilly ha dovuto rispondere all'accusa di lesioni personali per un caso di pancreatite, poiché secondo l'accusa la Eli Lilly avrebbe omesso di verificare adeguatamente gli effetti collaterali del farmaco. La modifica del foglietto informativo del farmaco sarebbe avvenuta dopo 30 casi di pancreatite acuta, di cui due mortali. L'FDA aveva aperto un'indagine in merito già dall'ottobre del 2007.

## Meccanismo d'azione
L'Exenatide è un agonista del recettore del GLP-1 e mostra per questo motivo azione ipoglicemizzante.
L'Exenatide in vitro si lega con il recettore del GLP-1 umano, attivandolo con un meccanismo d'azione mediato dall'AMP ciclico e/o da altre vie di segnalazione intracellulare.
Esso aumenta la secrezione dell'insulina da parte delle cellule β del pancreas. Inoltre, l'Exenatide sopprime la secrezione del glucagone che è notoriamente elevata nei pazienti con diabete mellito di tipo 2, ed ancora riduce l'assorbimento del glucosio per un rallentamento dello svuotamento intestinale dello stesso.

## Farmacocinetica
A seguito di somministrazione sottocutanea exenatide raggiunge la concentrazione plasmatica massima (Cmax) entro 2 ore. Il volume apparente medio di distribuzione è pari a 28 litri.
Il farmaco viene eliminato dall'organismo principalmente attraverso l'emuntorio renale per filtrazione glomerulare. L'emivita media terminale è di circa 2.4 ore; concentrazioni del farmaco sono misurabili nel plasma a distanza di circa 10 ore dall'assunzione di una dose.

Studi di farmacocinetica condotti su pazienti affetti da insufficienza renale da lieve (clearance della creatinina minore di 80 ml/min) a moderata (clearance della creatinina 30-50 ml/min) hanno evidenziato che l'esposizione all'exenatide è sostanzialmente simile a quella dei pazienti con funzione renale normale e pertanto non è necessario alcun aggiustamento della posologia.

## Usi clinici
Le indicazioni ufficialmente approvate in Italia sono:
 Il medicinale è indicato nel trattamento del diabete mellito di tipo 2 in associazione a metformina e/o una sulfanilurea in pazienti che non hanno raggiunto un adeguato controllo glicemico con la dose massima tollerata di queste terapie orali.

## Effetti collaterali
Il farmacofrequentemente può incrementare il rischio di ipoglicemia indotta da sulfanilurea.
Altri effetti collaterali frequentemente associati all'uso del farmaco sono:
- nausea,
- vomito,
- diarrea.

Più raramente può determinare:
- riduzione dell'appetito,
- astenia,
- diminuzione del peso corporeo,
- cefalea,
- vertigine,
- dispepsia,
- dolore addominale,
- iperidrosi,
- nervosismo e
- malattia da reflusso gastroesofageo.

### Rischio di pancreatite e di tumore al pancreas
Sono stati segnalati casi spontanei di pancreatite acuta (pancreatite necrotizzante con emorragica e/o morte) conseguenti alla somministrazione del farmaco, pertanto i soggetti trattati vanno adeguatamente informati sui sintomi della pancreatite.
La FDA ha espresso la preoccupazione che l'exenatide provochi un aumento del rischio di cancro alla tiroide. La Eli Lilly, in risposta, ha comunicato che questo rischio non è stato riscontrato nelle sperimentazioni ciò sugli esseri umani, ma comunque questo rischio non può essere escluso. La Eli Lilly ha ammesso, solamente, che il farmaco provoca solo un aumento dei problemi alla tiroide nei ratti trattati ad alte dosi.

Una ricerca del 2011 indica che: 
(Elashoff M et al.)

## Avvertenze
Il farmaco non deve essere somministrato dopo i pasti.
Il farmaco va conservato in frigorifero (2 °C - 8 °C).
Non si conosce la sicurezza d'impiego del farmaco nei soggetti con meno di 18 anni.
Non deve essere usato nei pazienti affetti da diabete mellito di tipo 1 o per il trattamento della chetoacidosi diabetica.
Nei pazienti con diabete di tipo 2 sottoposti a terapia insulinica, a causa di una insufficiente funzione beta-cellulare, non va usato.

## Interazioni
L'exenatide determina un rallentamento del transito intestinale dei farmaci, per questo motivo sono segnalate interazioni con i farmaci che necessitano di un normale transito intestinale, quali:
- Etinilestradiolo e levonorgestrel
- Digossina, lisinopril e warfarin
- Inibitori della HMG CoA reduttasi
- Paracetamolo

## Gravidanza e allattamento
Il farmaco non va usato in gravidanza, infatti, sono segnalate nell'animale rischi di tossicità riproduttiva.
Nell'allattamento non è noto se il farmaco viene escreto nel latte materno, pertanto non va usato.